# Élections municipales de 2026 en Corse-du-Sud
Pour un article plus général, voir Élections municipales françaises de 2026.
Les élections municipales en Corse-du-Sud sont prévues en mars 2026. Cette page ne traite que les communes de 2 000 habitants et plus en Corse-du-Sud.

## Résultats à l'échelle du département

### Maires sortants et maires élus
| Commune              | Population (en 2022) | Maire sortant(e)         | Parti | Parti | Maire élu(e) | Parti | Parti |
| -------------------- | -------------------- | ------------------------ | ----- | ----- | ------------ | ----- | ----- |
| Afa                  | 3 350                | Ange-Pascal Miniconi     |       | CSD   |              |       |       |
| Ajaccio              | 75 343               | Stéphane Sbraggia        |       | HOR   |              |       |       |
| Alata                | 3 645                | Étienne Ferrandi         |       | DVG   |              |       |       |
| Bastelicaccia        | 4 258                | Antoine Ottavi           |       | DVG   |              |       |       |
| Bonifacio            | 3 269                | Jean-Charles Orsucci     |       | RE    |              |       |       |
| Cuttoli-Corticchiato | 2 044                | Jean Biancucci           |       | FaC   |              |       |       |
| Grosseto-Prugna      | 3 331                | Paul Bozzi               |       | DVC   |              |       |       |
| Lecci                | 2 020                | Georges Gianni           |       | LR    |              |       |       |
| Peri                 | 2 042                | Gustave Tallarico        |       | DVD   |              |       |       |
| Pietrosella          | 2 042                | Jean-Baptiste Luccioni   |       | CSD   |              |       |       |
| Porto-Vecchio        | 11 536               | Jean-Christophe Angelini |       | PNC   |              |       |       |
| Propriano            | 3 864                | Paul-Marie Bartoli       |       | PRG   |              |       |       |
| Sarrola-Carcopino    | 3 250                | Alexandre Sarrola        |       | DVG   |              |       |       |
| Sartène              | 3 732                | Bertrand d'Ortoli        |       | DVD   |              |       |       |
| Zonza                | 2 869                | Nicolas Cucchi           |       | REG   |              |       |       |

### Résultats en nombre de maires
| Partis             | Partis                     | Maires sortants | Maires élus | Évolution |
| ------------------ | -------------------------- | --------------- | ----------- | --------- |
|                    | Divers gauche              | 3               |             |           |
|                    | Corse social-démocrate     | 2               |             |           |
|                    | Parti radical de gauche    | 1               |             |           |
| Total gauche       | Total gauche               | 6               |             |           |
|                    | Divers centre              | 1               |             |           |
|                    | Horizons                   | 1               |             |           |
|                    | Renaissance                | 1               |             |           |
| Total centre       | Total centre               | 3               |             |           |
|                    | Divers droite              | 2               |             |           |
|                    | Les Républicains           | 1               |             |           |
| Total droite       | Total droite               | 3               |             |           |
|                    | Divers régionaliste        | 1               |             |           |
|                    | Femu a Corsica             | 1               |             |           |
|                    | Partitu di a Nazione Corsa | 1               |             |           |
| Total autonomistes | Total autonomistes         | 3               |             |           |
| Total              | Total                      | 15              | 15          | -         |

## Résultats dans les communes de plus de 2 000 habitants

### Afa
- Maire sortant : Ange-Pascal Miniconi (CSD)
- 23 sièges à pourvoir au conseil municipal (population légale 2022 : 3 350 habitants)
- 4 sièges à pourvoir au conseil communautaire (CA du Pays ajaccien)

| Tête de liste | Tête de liste | Parti(s) | Nuance | Premier tour | Premier tour | Second tour | Second tour | Sièges | Sièges |
| Tête de liste | Tête de liste | Parti(s) | Nuance | Voix         | %            | Voix        | %           | CM     | CC     |
| ------------- | ------------- | -------- | ------ | ------------ | ------------ | ----------- | ----------- | ------ | ------ |

### Ajaccio
- Maire sortant : Stéphane Sbraggia (HOR)
- 49 sièges à pourvoir au conseil municipal (population légale 2022 : 75 343 habitants)
- 23 sièges à pourvoir au conseil communautaire (CA du Pays ajaccien)

| Tête de liste            | Tête de liste | Parti(s)         | Nuance | Premier tour | Premier tour | Second tour | Second tour | Sièges | Sièges |
| Tête de liste            | Tête de liste | Parti(s)         | Nuance | Voix         | %            | Voix        | %           | CM     | CC     |
| ------------------------ | ------------- | ---------------- | ------ | ------------ | ------------ | ----------- | ----------- | ------ | ------ |
|                          | À déterminer  | PS-LÉ-PCF-D!-IaM |        |              |              |             |             |        |        |
|                          |               |                  |        |              |              |             |             |        |        |
| Exprimés                 |               |                  |        |              |              |             |             |        |        |
| Votes blancs             |               |                  |        |              |              |             |             |        |        |
| Votes nuls               |               |                  |        |              |              |             |             |        |        |
| Total                    | Total         | Total            | Total  |              | 100          |             | 100         | 49     | 23     |
| Absentions               |               |                  |        |              |              |             |             |        |        |
| Inscrits / participation |               |                  |        |              |              |             |             |        |        |

### Alata
- Maire sortant : Étienne Ferrandi (DVG)
- 27 sièges à pourvoir au conseil municipal (population légale 2022 : 3 645 habitants)
- 4 sièges à pourvoir au conseil communautaire (CA du Pays ajaccien)

| Tête de liste | Tête de liste | Parti(s) | Nuance | Premier tour | Premier tour | Second tour | Second tour | Sièges | Sièges |
| Tête de liste | Tête de liste | Parti(s) | Nuance | Voix         | %            | Voix        | %           | CM     | CC     |
| ------------- | ------------- | -------- | ------ | ------------ | ------------ | ----------- | ----------- | ------ | ------ |

### Bastelicaccia
- Maire sortant : Antoine Ottavi (DVG)
- 27 sièges à pourvoir au conseil municipal (population légale 2022 : 4 258 habitants)
- 11 sièges à pourvoir au conseil communautaire (CC Celavu-Prunelli)

| Tête de liste | Tête de liste | Parti(s) | Nuance | Premier tour | Premier tour | Second tour | Second tour | Sièges | Sièges |
| Tête de liste | Tête de liste | Parti(s) | Nuance | Voix         | %            | Voix        | %           | CM     | CC     |
| ------------- | ------------- | -------- | ------ | ------------ | ------------ | ----------- | ----------- | ------ | ------ |

### Bonifacio
- Maire sortant : Jean-Charles Orsucci (RE)
- 23 sièges à pourvoir au conseil municipal (population légale 2022 : 3 269 habitants)
- 6 sièges à pourvoir au conseil communautaire (CC du Sud Corse)

| Tête de liste | Tête de liste | Parti(s) | Nuance | Premier tour | Premier tour | Second tour | Second tour | Sièges | Sièges |
| Tête de liste | Tête de liste | Parti(s) | Nuance | Voix         | %            | Voix        | %           | CM     | CC     |
| ------------- | ------------- | -------- | ------ | ------------ | ------------ | ----------- | ----------- | ------ | ------ |

### Cuttoli-Corticchiato
- Maire sortant : Jean Biancucci (FaC)
- 19 sièges à pourvoir au conseil municipal (population légale 2022 : 2 044 habitants)
- 3 sièges à pourvoir au conseil communautaire (CA du Pays ajaccien)

| Tête de liste | Tête de liste | Parti(s) | Nuance | Premier tour | Premier tour | Second tour | Second tour | Sièges | Sièges |
| Tête de liste | Tête de liste | Parti(s) | Nuance | Voix         | %            | Voix        | %           | CM     | CC     |
| ------------- | ------------- | -------- | ------ | ------------ | ------------ | ----------- | ----------- | ------ | ------ |

### Grosseto-Prugna
- Maire sortant : Paul Bozzi (DVC)
- 23 sièges à pourvoir au conseil municipal (population légale 2022 : 3 331 habitants)
- 10 sièges à pourvoir au conseil communautaire (CC de la Pieve de l'Orano et du Taravo)

| Tête de liste | Tête de liste | Parti(s) | Nuance | Premier tour | Premier tour | Second tour | Second tour | Sièges | Sièges |
| Tête de liste | Tête de liste | Parti(s) | Nuance | Voix         | %            | Voix        | %           | CM     | CC     |
| ------------- | ------------- | -------- | ------ | ------------ | ------------ | ----------- | ----------- | ------ | ------ |

### Lecci
- Maire sortant : Georges Gianni (LR)
- 19 sièges à pourvoir au conseil municipal (population légale 2022 : 2 020 habitants)
- 3 sièges à pourvoir au conseil communautaire (CC du Sud Corse)

| Tête de liste | Tête de liste | Parti(s) | Nuance | Premier tour | Premier tour | Second tour | Second tour | Sièges | Sièges |
| Tête de liste | Tête de liste | Parti(s) | Nuance | Voix         | %            | Voix        | %           | CM     | CC     |
| ------------- | ------------- | -------- | ------ | ------------ | ------------ | ----------- | ----------- | ------ | ------ |

### Peri
- Maire sortant : Gustave Tallarico (DVD)
- 19 sièges à pourvoir au conseil municipal (population légale 2022 : 2 042 habitants)
- 3 sièges à pourvoir au conseil communautaire (CA du Pays ajaccien)

| Tête de liste | Tête de liste | Parti(s) | Nuance | Premier tour | Premier tour | Second tour | Second tour | Sièges | Sièges |
| Tête de liste | Tête de liste | Parti(s) | Nuance | Voix         | %            | Voix        | %           | CM     | CC     |
| ------------- | ------------- | -------- | ------ | ------------ | ------------ | ----------- | ----------- | ------ | ------ |

### Pietrosella
- Maire sortant : Jean-Baptiste Luccioni (CSD)
- 19 sièges à pourvoir au conseil municipal (population légale 2022 : 2 042 habitants)
- 5 siège à pourvoir au conseil communautaire (CC de la Pieve de l'Orano et du Taravo)

| Tête de liste | Tête de liste | Parti(s) | Nuance | Premier tour | Premier tour | Second tour | Second tour | Sièges | Sièges |
| Tête de liste | Tête de liste | Parti(s) | Nuance | Voix         | %            | Voix        | %           | CM     | CC     |
| ------------- | ------------- | -------- | ------ | ------------ | ------------ | ----------- | ----------- | ------ | ------ |

### Porto-Vecchio
- Maire sortant : Jean-Christophe Angelini (PNC)
- 33 sièges à pourvoir au conseil municipal (population légale 2022 : 11 536 habitants)
- 15 sièges à pourvoir au conseil communautaire (CC du Sud Corse)

| Tête de liste | Tête de liste | Parti(s) | Nuance | Premier tour | Premier tour | Second tour | Second tour | Sièges | Sièges |
| Tête de liste | Tête de liste | Parti(s) | Nuance | Voix         | %            | Voix        | %           | CM     | CC     |
| ------------- | ------------- | -------- | ------ | ------------ | ------------ | ----------- | ----------- | ------ | ------ |

### Propriano
- Maire sortant : Paul-Marie Bartoli (PRG)
- 27 sièges à pourvoir au conseil municipal (population légale 2022 : 3 864 habitants)
- 12 sièges à pourvoir au conseil communautaire (CC du Sartenais-Valinco-Taravo)

| Tête de liste | Tête de liste | Parti(s) | Nuance | Premier tour | Premier tour | Second tour | Second tour | Sièges | Sièges |
| Tête de liste | Tête de liste | Parti(s) | Nuance | Voix         | %            | Voix        | %           | CM     | CC     |
| ------------- | ------------- | -------- | ------ | ------------ | ------------ | ----------- | ----------- | ------ | ------ |

### Sarrola-Carcopino
- Maire sortant : Alexandre Sarrola (DVG)
- 23 sièges à pourvoir au conseil municipal (population légale 2022 : 3 250 habitants)
- 4 sièges à pourvoir au conseil communautaire (CA du Pays ajaccien)

| Tête de liste | Tête de liste | Parti(s) | Nuance | Premier tour | Premier tour | Second tour | Second tour | Sièges | Sièges |
| Tête de liste | Tête de liste | Parti(s) | Nuance | Voix         | %            | Voix        | %           | CM     | CC     |
| ------------- | ------------- | -------- | ------ | ------------ | ------------ | ----------- | ----------- | ------ | ------ |

### Sartène
- Maire sortant : Bertrand d'Ortoli (DVD)
- 27 sièges à pourvoir au conseil municipal (population légale 2022 : 3 732 habitants)
- 10 sièges à pourvoir au conseil communautaire (CC du Sartenais-Valinco-Taravo)

| Tête de liste | Tête de liste | Parti(s) | Nuance | Premier tour | Premier tour | Second tour | Second tour | Sièges | Sièges |
| Tête de liste | Tête de liste | Parti(s) | Nuance | Voix         | %            | Voix        | %           | CM     | CC     |
| ------------- | ------------- | -------- | ------ | ------------ | ------------ | ----------- | ----------- | ------ | ------ |

### Zonza
- Maire sortant : Nicolas Cucchi (REG)
- 23 sièges à pourvoir au conseil municipal (population légale 2022 : 2 869 habitants)
- 9 sièges à pourvoir au conseil communautaire (CC de l'Alta Rocca)

| Tête de liste | Tête de liste | Parti(s) | Nuance | Premier tour | Premier tour | Second tour | Second tour | Sièges | Sièges |
| Tête de liste | Tête de liste | Parti(s) | Nuance | Voix         | %            | Voix        | %           | CM     | CC     |
| ------------- | ------------- | -------- | ------ | ------------ | ------------ | ----------- | ----------- | ------ | ------ |